# Женевская Псалтирь

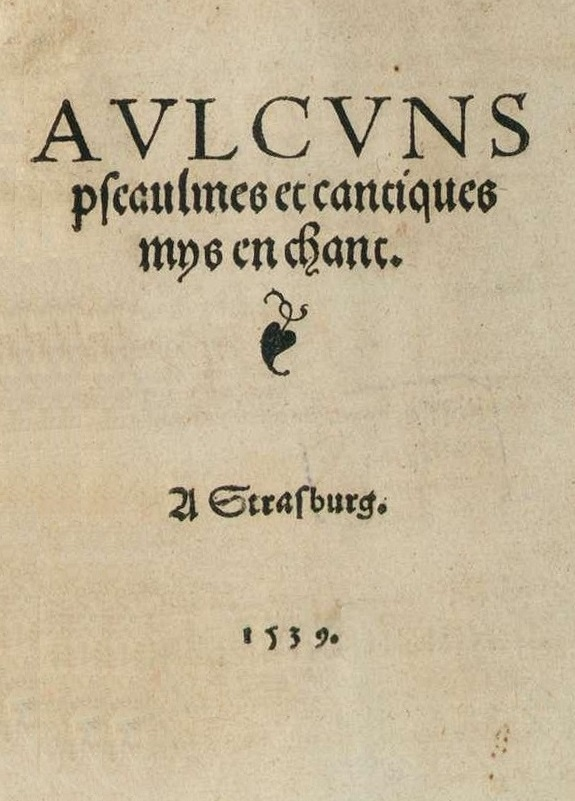
Первое издание Женевской псалтири (1539)

Жене́вская Псалти́рь (фр. Psautier de Genève), также Гугенотская Псалтирь (англ. Huguenot Psalter) — метрическая версия Псалтири на французском языке, которую в богослужениях используют гугеноты. 

## Краткая характеристика

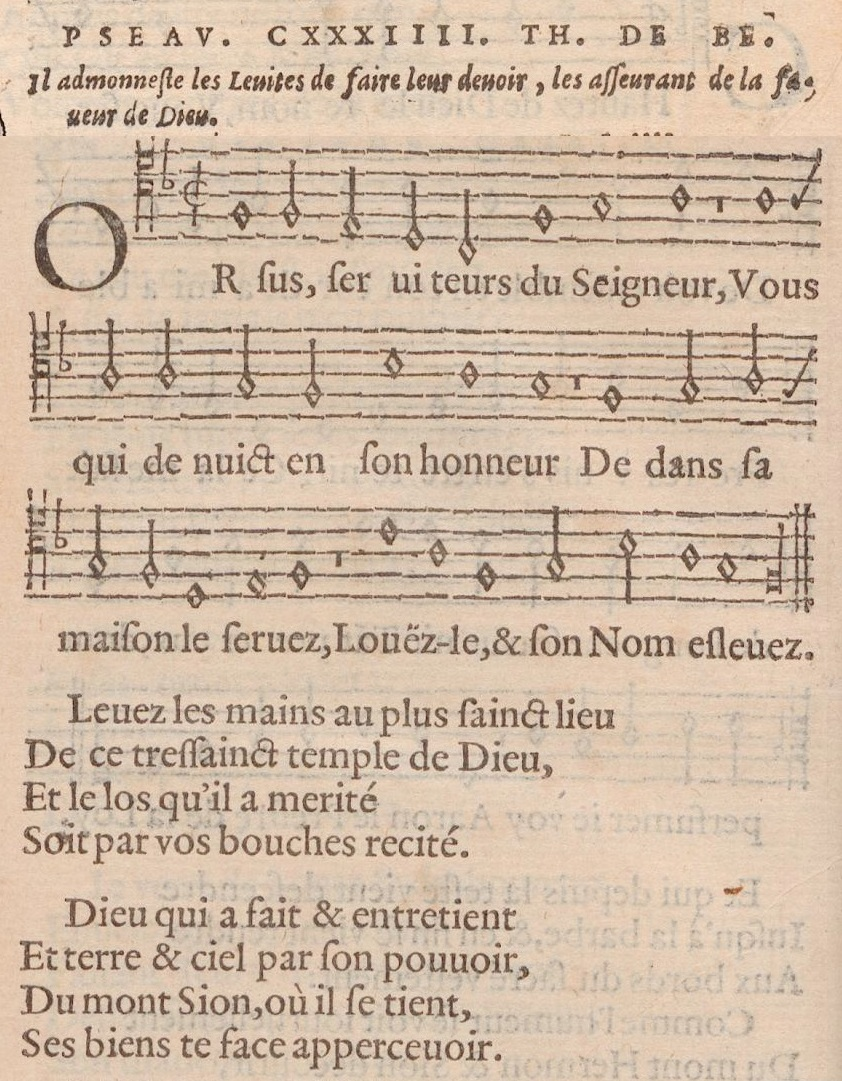
Or sus, serviteurs du Seigneur. Псалом 134 в метрической версии Женевской Псалтири (издание 1551 года

Первое издание богослужебной книги гугенотов, содержавшее 18 метризованных псалмов, распетых силлабически на простые одноголосные мелодии, вышло в Страсбурге в 1539 году. Авторами стихотворных переложений в первом издании выступили Клеман Маро и сам Калвин. С годами (издания 1542, 1543 и 1551) метрическая Псалтирь постепенно расширялась.
В полном объёме Женевская Псалтирь впервые опубликована в Женеве в 1562 году. Авторами стихотворных переложений псалмов были Клеман Маро и Теодор Беза; собственные переводы Калвин из этого издания изъял. В отличие от лютеровской Псалтири стихотворные переводы выдержаны довольно близко к оригиналу — их расширения или сокращения не допускались. Авторы (очень простых, почти исключительно двухдольных, без интервальных скачков, синкоп и прочих ритмических сложностей) мелодий в Женевской Псалтири не выписаны; современная наука смогла идентифицировать некоторых композиторов второго ряда, это Гийом Франк (Franc), Луи Буржуа (Bourgeois) и Пьер Давант (Davantès); авторство большинства мелодий поныне (2025) не установлено.
Ещё до появления полного издания (1562) и вплоть до второй четверти XVII века мелодии Женевской Псалтири подвергались обработке, как правило, в виде четырёхголосной гармонизации в моноритмической фактуре. Среди профессиональных композиторов, занимавшихся такого рода обработками, французы Пьер Сертон (1545, 1555), Клеман Жанекен (1549), Клод Гудимель (1564), Паскаль де Лестокар (1583; обработки на 4-8 голосов), Клод Лежён (публикации 1601–1610; на 3, 4 и 5 голосов), нидерландец Я. П. Свелинк (1604—1628; на 4–8 голосов).